# Copa de los Balcanes 1931
La Copa de los Balcanes 1931  fue una celebración no oficial de la competencia  en la que solo participaron tres equipos: Bulgaria, Yugoslavia y Turquía. Se jugó del 30 de septiembre al 4 de octubre de 1931 (es decir, antes de que se completara el torneo de 1929-1931) y fue ganado por Bulgaria. Contó con tres partidos, todos jugados en el Estadio Ovcha Kupel, Sofía.

## Clasificación Final
| Pos. | Equipo     | Pts. | PJ | PG | PE | PP | GF | GC | Dif. |
| ---- | ---------- | ---- | -- | -- | -- | -- | -- | -- | ---- |
| 1    | Bulgaria   | 4    | 2  | 2  | 0  | 0  | 8  | 3  | +5   |
| 2    | Turquía    | 2    | 2  | 1  | 0  | 1  | 3  | 5  | -2   |
| 3    | Yugoslavia | 0    | 2  | 0  | 0  | 2  | 0  | 2  | -2   |

## Resultados
| 27 de septiembre de 1931 | Bulgaria                                                                          | 5:1     | Turquía         | Estadio Yunak, Sofía, Bulgaria                               |                                                              |
|                          | Mihail Lozanov 4' · Asen Panchev 50', 77' · Velcho Stoyanov 56' · Asen Peshev 81' | Reporte | Hakkı Yeten 31' | Asistencia: 10.000 espectadores Árbitro(s): Iváncsics Mihály | Asistencia: 10.000 espectadores Árbitro(s): Iváncsics Mihály |

| 2 de octubre de 1931 | Turquía                            | 2:0     | Yugoslavia | Levski Field, Sofía, Bulgaria                               |                                                             |
|                      | Rebii Erkal 7' · Fikrat Arıcan 26' | Reporte |            | Asistencia: 3.000 espectadores Árbitro(s): Iváncsics Mihály | Asistencia: 3.000 espectadores Árbitro(s): Iváncsics Mihály |

| 4 de octubre de 2014 | Bulgaria                                                     | 3:2     | Yugoslavia                                      | Estadio Yunak, Sofía, Bulgaria  |                                 |
|                      | Mihail Lozanov 50' · Liubomir Angelov 57' · Asen Panchev 87' | Reporte | Aleksandar Tirnanić 3' · Blagoje Marjanović 20' | Asistencia: 15.000 espectadores | Asistencia: 15.000 espectadores |

| Bandera de Bulgaria |
| Campeón Bulgaria    |
| Primer título       |

## Goleadores
| Jugador        | Selección | Goles |
| -------------- | --------- | ----- |
| Asen Peshev    | Bulgaria  | 3     |
| Mihail Lozanov | Bulgaria  | 2     |